# Vitrac-en-Viadène
Vitrac-en-Viadène korábbi község Franciaország Okcitánia régiójában, Aveyron megyében. Lakosainak száma 93 fő (2018. január 1.). Vitrac-en-Viadène Alpuech, Cantoin, Graissac, Lacalm és La Terrisse községekkel határos.
2016. január 1-jén öt másik korábbi községgel egyesült és az így létrejött Argences en Aubrac új község része lett.

## Népesség
A település népessége az elmúlt években az alábbi módon változott:
| Lakosok száma | 222  | 197  | 151  | 129  | 99   | 113  | 113  | 116  | 94   | 93   |
|               | 1962 | 1968 | 1982 | 1990 | 1999 | 2008 | 2011 | 2013 | 2017 | 2018 |